# Staat Somaliland
De Staat Somaliland was een kortstondige onafhankelijke staat op het huidige noordwestelijke grondgebied van Somalië, dat ook bekend stond als de zelfverklaarde Republiek Somaliland. Het was de naam die het voormalige protectoraat Brits Somaliland aannam in de vijf dagen tussen de onafhankelijkheid van het Verenigd Koninkrijk op 26 juni 1960 en de unie met het Trustschap Somalië, dat onder Italiaans bestuur stond, op 1 juli 1960 om de Somalische Republiek te vormen.